# Усход (Гомельський район)
Усход (біл. Усход) — селище в Приборській сільській раді Гомельського району Гомельської області Республіки Білорусь.

## Географія

### Розташування
За 7 км від залізничної станції Прибор (на лінії Калинковичі — Гомель), 9 км на захід від Гомеля.

## Гідрографія
Річка Рандовка (притока річки Уза).

## Транспортна мережа
Транспортні зв'язки степовою, потім автомобільною дорогою Жлобин — Гомель. Планування складається з прямолінійної вулиці, орієнтованої з південного сходу на північний захід, до якої на сході приєднується коротка вулиця, що йде з півдня. Забудова дерев'яної садибного типу.

## Історія
Засноване на початку XX століття переселенцями із сусідніх сіл. 1926 року в Приборській сільраді. 1931 року жителі вступили до колгоспу. Під час німецько-радянської війни 11 мешканців загинули на фронті. У 1959 році у складі учгоспу СПТУ-185 (центр – село Прибор).

## Населення

### Чисельність
- 2009 — 48 мешканців